# Frankie Muniz
Francisco James Muniz IV (Wood-Ridge, Nova Jersey, 5 de dezembro de 1985) é um ator e piloto de corrida profissional estadunidense. É mais conhecido por ter estrelado a série de TV da FOX, Malcolm in the Middle. Em 2003, Frankie foi considerado "o adolescente de Hollywood mais poderoso". Em 2005, ele colocou sua profissão de ator de lado para focar na sua carreira de piloto, atualmente ele participa da ARCA Menards Series.

## Biografia
Filho de pai porto-riquenho, de origem espanhola (das Astúrias), e de uma enfermeira de ascendência italiana e irlandesa, Muniz estreou na tevê no filme original do Disney Channel Original Movie Milagre na pista 2. Também protagonizou a série Malcolm in the Middle. Ele fez participações em séries como: Lizzie McGuire, Sabrina, the Teenage Witch e MADtv. Mora em Wood-Ridge, Nova Jersey.
Em 11 de fevereiro de 2011 a polícia da cidade de Phoenix, no Arizona, foi acionada pela namorada de Muniz,  Elycia Turnbow, após uma briga entre o casal. De acordo com o relatório da polícia, Muniz teria pego uma arma de fogo e apontado para própria cabeça ameaçando se matar. Trunbow teria chamado um conhecido do casal para levar o ator até o hospital, que afirmou que apenas havia caído e batido a cabeça após uma discussão com a namorada. Após voltarem do hospital, os dois recomeçaram a briga, e Muniz teria agredido a namorada com socos e chutes, jogando-a contra a parede. Muniz desmentiu a versão e afirmou que ela havia se jogado no chão e chutado a porta do quarto. Segundo a polícia, não havia sinais de hematomas e a arma fora recolhida. Segundo o site de notícias TMZ, o casal foi visto junto um dia depois do incidente como se nada tivesse ocorrido.

## Filmografia

### Cinema
| Filmes | Filmes                                            | Filmes                | Filmes  |
| Ano    | Título                                            | Papel                 | Notas   |
| ------ | ------------------------------------------------- | --------------------- | ------- |
| 2008   | Extreme Movie                                     | Chuck                 |         |
| 2008   | The Legend of Secret Pass                         | Manu (voz)            |         |
| 2008   | From Script to Screen: True Night                 | Jonny McHale          |         |
| 2007   | Walk Hard: The Dewey Cox Story                    | Buddy Holly           |         |
| 2007   | My Sexiest Year                                   | Jake                  |         |
| 2006   | Choose Your Own Adventure: The Abominable Snowman | Benjamin North (voz)  |         |
| 2006   | Danny Roane: First Time Director                  | Frankie Muniz         |         |
| 2006   | Stay Alive - Jogo Mortal                          | Swink                 |         |
| 2005   | Deu Zebra!                                        | Stripes (voz)         |         |
| 2004   | O Agente Teen 2: Missão em Londres                | Cody Banks            |         |
| 2003   | O Agente Teen                                     | Cody Banks            |         |
| 2002   | Ruas Selvagens                                    | Scooch                |         |
| 2002   | O Grande Mentiroso                                | Jason Shepherd        |         |
| 2001   | Dr. Dolittle 2                                    | Garoto Bear Cub (voz) |         |
| 2000   | 102 Dalmatians: Puppies to the Rescue             | Domino (voz)          |         |
| 2000   | Milagre na Pista 2                                | Justin Yoder          | Para TV |
| 2000   | Tinha Que Ser Você                                | Franklin              |         |
| 2000   | Meu Cachorro Skip                                 | Willie Morris         |         |
| 1999   | Little Man                                        | Ross                  |         |
| 1999   | Lost & Found                                      | Garoto do filme na TV |         |
| 1997   | What the Deaf Man Heard                           | Sammy (jovem)         | Para TV |
| 1997   | To Dance with Olivia                              | Oscar                 | Para TV |

### Televisão
| Televisão   | Televisão                                           | Televisão                     | Televisão                 |
| Ano         | Título                                              | Papel                         | Notas                     |
| ----------- | --------------------------------------------------- | ----------------------------- | ------------------------- |
| 2015        | The mysteries of Laura                              | Frankie Muniz/ele mesmo       | episódio 20               |
| 2012        | "Don´t Trust The B---- in Apartament 23"            | Frankie                       | 1 episódio                |
| 2007        | Criminal Minds                                      | Jonny McHale                  | 1 episódio                |
| 2006        | The Fabulous Life Presents: Really Rich Real Estate |                               | 1 episódio                |
| 2000 / 2006 | Malcolm in the Middle                               | Malcolm                       | 150 episódios             |
| 2001 / 2003 | The Fairly OddParents                               | Chester McBadbat              | 22 episódios              |
| 2003        | Clifford the Big Red Dog                            | Frankie                       | 1 episódio                |
| 2002        | Fillmore!                                           | Willie /Augie / Tony          | 2 episódios               |
| 2002        | The Nightmare Room                                  | Joey Davola                   | 2 episódios               |
| 2002        | Titus                                               | Nick Galenti                  | 1 episódio                |
| 2002        | Moville Mysteries                                   | Mosley “Mo” Moville           | Não creditado no episódio |
| 2001        | The Simpsons                                        | Thelonious                    | 1 episódio                |
| 2001        | The Andy Dick Show                                  | ele mesmo / Andy Dick (jovem) | 1 episódio                |
| 1999        | Sabrina, the Teenage Witch                          | Angelo                        | 1 episódio                |
| 1998        | Spin City                                           | Derek                         | 2 episódios               |

## Prêmios e indicações/nomeações
- Indicado duas vezes ao Globo de Ouro. Ator vencedor de dez prêmios e indicado outras 23 vezes.

## Curiosidades
É um dos melhores amigos do músico Zac Hanson, que o ensinou a tocar bateria. Umas das suas atrizes favoritas é Cindy Black.